# تاریخ گیاه‌شناسی

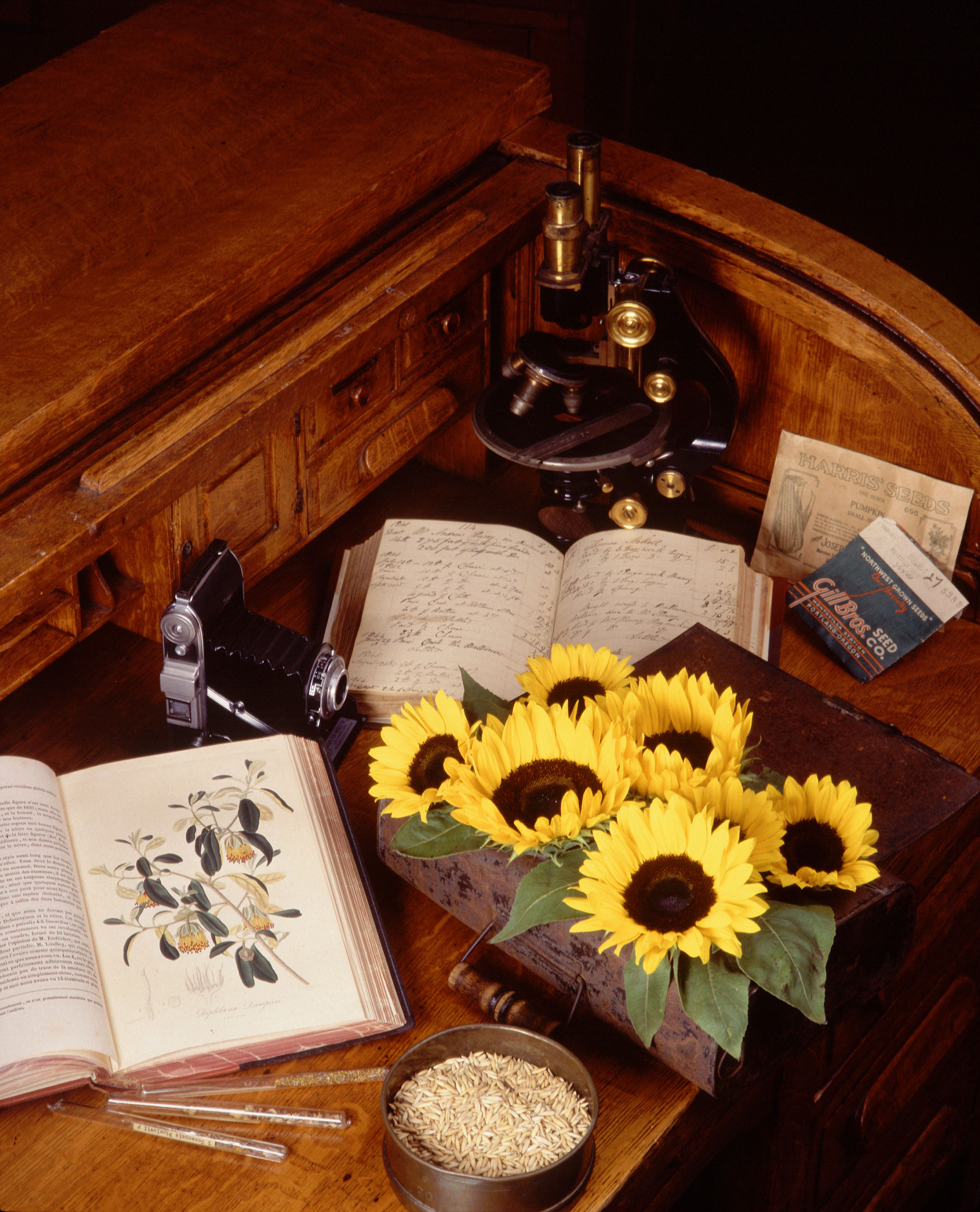
برخی از ابزارهای سنتی علوم گیاه شناسی

تاریخ گیاه شناسی از اولین اقدامات مربوط به گیاه‌شناسی که در حدود ۳۰۰ سال قبل از میلاد نوشته شده دو رساله بزرگ توسط تئو فراستوس (فیلسوف یونانی) دیده می‌شود: دربارهٔ تاریخچه گیاهان (Historia Plantarum) و دربارهٔ اهداف گیاهان. این دو کتاب روی هم بیشترین تأثیر را در دوران باستان و قرون وسطی در علم گیاه‌شناسی داشته‌اند. Dioscorides نویسنده رومی شواهد مهمی مبنی بر دانش یونانیان و رومیان دربارهٔ گیاهان دارویی ارائه می‌دهد.